# Потасиньский, Влодзимеж
Влодзи́меж Э́двард Потаси́ньский (пол. Włodzimierz Edward Potasiński; 31 июля 1956 года, Челядзь, Катовицкое воеводство, Польша — 10 апреля 2010 года, Смоленск, Россия) — польский генерал, командующий Специальными войсками Польши с 15 августа 2007 года. Специалист в области военной разведки и военной психологии.

## Образование
- Высшая офицерская школа механизированных войск, (Познань) — 1980
- Академия Генерального штаба, Варшава — 1988
- Оперативно-стратегические курсы повышения квалификации при Европейском центре исследований по безопасности имени Джорджа Маршалла (англ. European Center for Security Studies) — 1997
- Повышение квалификации в школе НАТО в Обераммергау и на командных курсах ВМФ в Монтерее

## Служба в Вооружённых Силах
- Командир штурмового взвода 6-й Поморской воздушно-десантной дивизии (Краков)
- Начальник штаба 16-го воздушно-десантного батальона
- Командир 16-го воздушно-десантного батальона
- Заместитель командира Польского военного контингента в Сирии
- Командир Польского военного контингента в Сирии (1993—1994 годы)
- Начальник штаба 3-й механизированной бригады легионов имени Ромуальда Траугутта (Люблин)
- Командир 3-й механизированной бригады легионов имени Ромуальда Траугутта (Люблин)
- Начальник управления разведки и радиоэлектронной борьбы Командования Сухопутных войск
- Командир 2-й механизированной бригады легионов имени маршала Юзефа Пилсудского
- Командир 25-й бригады воздушной кавалерии[1] имени князя Юзефа Понятовского (Томашув-Мазовецкий) (в 2004 году был в командировке в Ираке в должности командира бригады в составе польского военного контингента)
- Заместитель командира Многонациональной дивизии  Центр-Юг в Ираке (2005—2006 годы)
- Начальник штаба — заместитель командира 2-го механизированного корпуса (Краков)
- Исполняющий обязанности командира 2-го механизированного корпуса
- Командующий Специальными войсками с 15 августа 2007 года

## Личная жизнь
Был женат (вторая жена — Марта, с июля 2009 года), имел взрослую дочь. Увлекался спортом (велосипед, плавание, бег на длинные дистанции), совершил более 500 прыжков с парашютом.

## Гибель и похороны

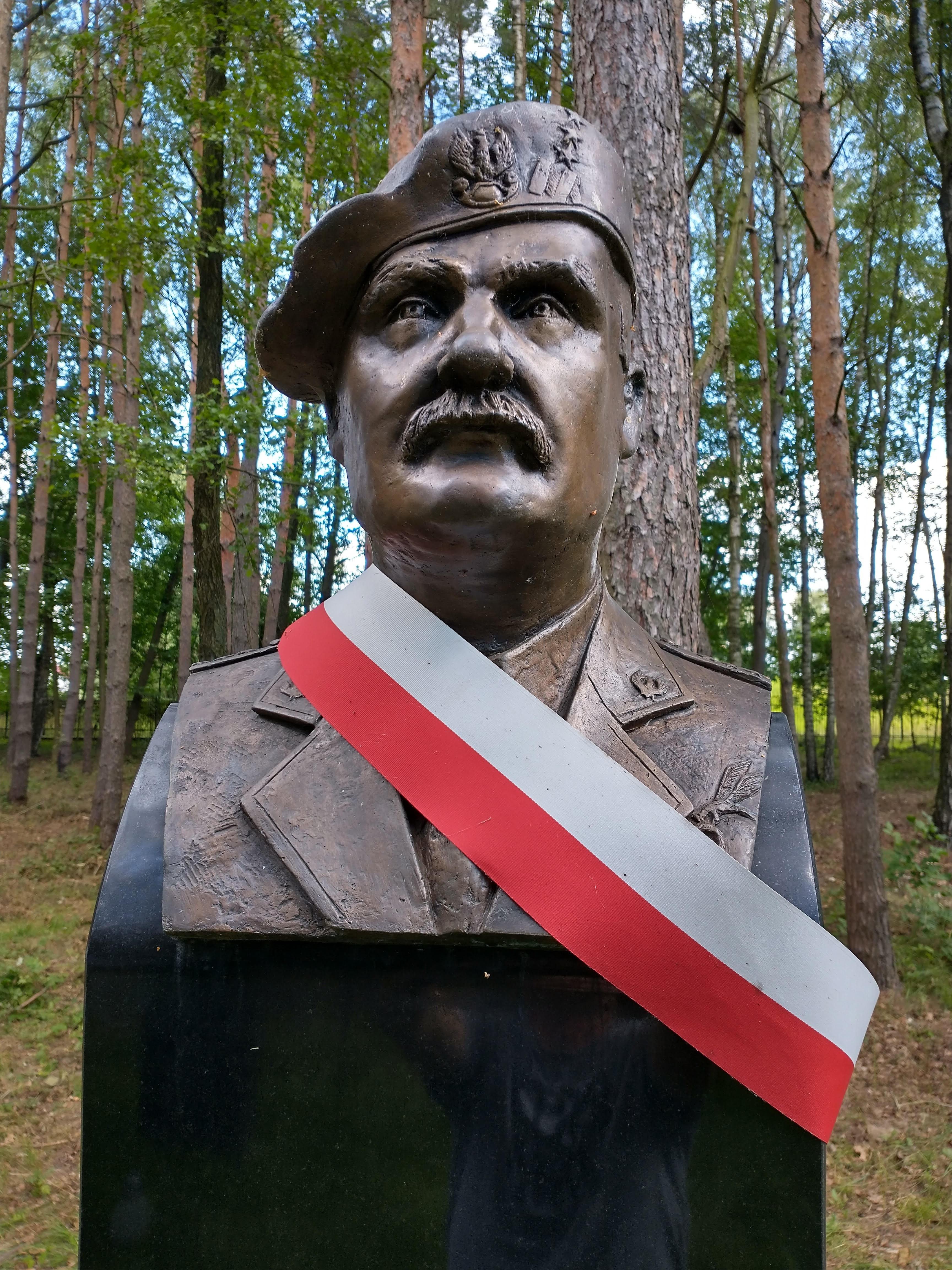
Памятник Влодзимежу Потасиньскому в Оссуве

Погиб 10 апреля 2010 года в авиакатастрофе президентского самолёта в Смоленске.
15 апреля 2010 года посмертно присвоено звание генерала брони.
Похоронен с воинскими почестями 25 апреля 2010 года на Раковицком кладбище в Кракове.

## Награды
- Командорский крест Ордена Возрождения Польши (2010, посмертно)[4]
- Крест кавалера Ордена Возрождения Польши (2006)[5]
- Золотой Крест Заслуги (2000)[6]
- Золотая медаль «Вооружённые Силы на службе Отчизне»
- Золотая медаль «За заслуги в обеспечении обороноспособности страны»
- Медаль за службу по поддержанию мира, за службу в миссии ООН на Голанских высотах (UNDOF In The Service Of Peace Medal)
- Памятная медаль Международной дивизии Центр-Юг в Ираке
- Медаль США «За заслуги» (Meritorious Service Medal, 2006)[7]
- Великий офицер ордена Заслуг (Португалия, 1 сентября 2008 года)[8]
- Медаль Командования специальных операций США (2010)[9]
- Имя занесено в «Книгу Почёта Министра национальной обороны» (2007)